# Fosforescência

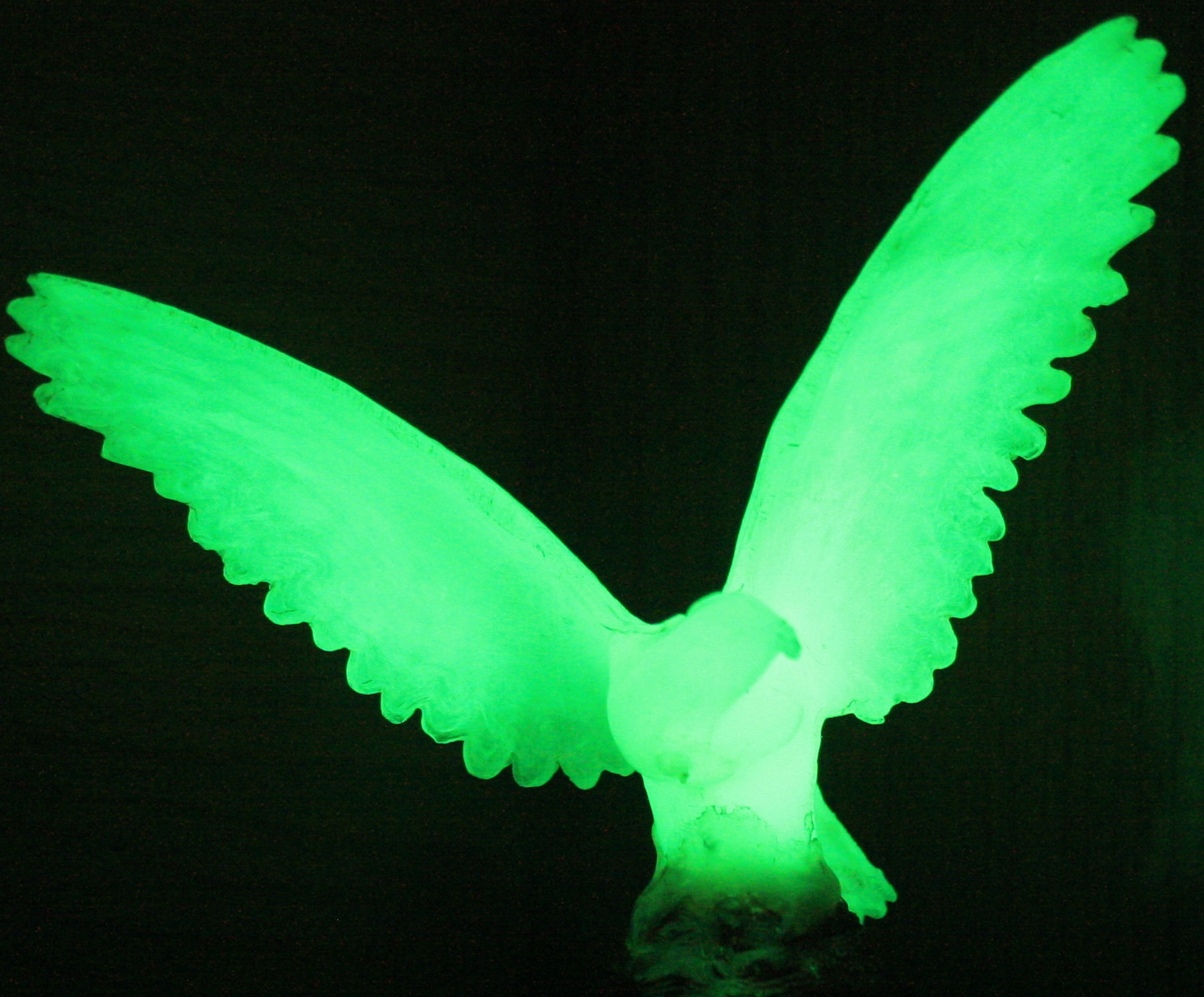
Imagem fosforescente de uma ave

A fosforescência é um caso particular de um fenômeno geral denominado luminescência,  sendo um tipo de fotoluminescência relacionado à capacidade que uma espécie química tem de emitir luz, mesmo no escuro, devido à sua estrutura eletrônica especial que favorecem seus elétrons absorverem radiação durante exposição prévia e irradiar luz visível ou radiação de maiores comprimentos de onda mesmo depois de cessada a exposição. O tempo para emissão da radiação fosforescente é extremamente maior que o tempo usualmente levado por transições eletrônicas devido a essas transições estarem associadas com transições de estado de energia "proibidos" pela mecânica quântica, ou seja, por envolverem estados eletrônicos metastáveis. Como estas transições ocorrem muito lentamente em certos materiais, a energia previamente absorvida pode ser reemitida com intensidade mais baixa para grandes intervalos de tempo após a excitação inicial.
A fosforescência é muito semelhante à fluorescência, podendo ser considerada como um caso especial desta.  Na fluorescência usualmente não há estados metastáveis envolvidos, e os materiais fluorescentes só brilham enquanto expostos à fonte de energia primária. Materiais fluorescentes convertem a energia que recebem a outras faixas de frequência ou comprimento de onda "em tempo real", com emissão espontânea de radiação, sem mudança de multiplicidade de spin, podendo durar na faixa de nanossegundos ; ao passo que os materiais fosforescentes o fazem de forma lenta e gradual, podendo durar de microssegundos a até um segundo, envolvendo mudança de multiplicidade de spin, como uma mudança de estado singleto para tripleto, por exemplo. 

## Aplicação
Materiais fosforescentes são usados em interruptores elétricos e relógios a fim de torná-los visíveis em ambientes desprovidos de luz após as lâmpadas se apagarem, permitindo sua fácil localização ou inspeção. O processo também é usado em  tubos de televisão, e em detetores de partículas elementares.
Um exemplo de uma substância fosforescente é o sulfeto de zinco.
Quando o sulfeto de zinco é exposto a luz, os elétrons dos átomos se excitam migrando para níveis de energia mais afastados do núcleo. Retirado a exposição à radiação, os elétrons retornam lentamente aos níveis mais internos emitindo luz, fenômeno denominado fosforescência. O retorno dos elétrons ao estado fundamental é lento porque, quando excitados, atingem camadas eletrônicas metaestáveis, nos quais os elétrons permanecem até que a transição eletrônica de volta ao estado fundamental seja permitida temporariamente por algum motivo (como por exemplo vibração da molécula, que poderia permitir a transição pela regra de laporte).
Alguns materiais tornam-se fosforescentes (tintas, ponteiros de relógios, por exemplo) devido à adição de algum material radioativo, que fornece a radiação para a criação do fenômeno. A vantagem da adição de um material radioativo é a fosforescência ocorrer  sem cessar, mesmo que o ambiente fique escuro durante muitos anos.